# Polynema victoria
Polynema victoria är en stekelart som beskrevs av Girault 1938. Polynema victoria ingår i släktet Polynema och familjen dvärgsteklar. Inga underarter finns listade i Catalogue of Life.